# Radetzky-klass
Radetzky-klass var en slagskeppsklass som tillhörde den österrikisk-ungerska marinen. Klassen bestod av SMS Erzherzog Franz Ferdinand, SMS Radetzky och SMS Zrínyi. Klassens fartyg betecknas ofta som halv-dreadnoughts då de var utrustade med kraftfullare huvudartilleri än pre-dreadnoughts men hade svagare sekundärbestyckning än fartyg av Dreadnougt-typ. Detta var ett resultat av otillräckliga anslag och de österrikiska varvens begränsade byggnadskapacitet. 
Erzherzog Franz Ferdinand var det första fartyget i klassen och sjösattes den 8 september 1908. Radetzky och Zrínyi sjösattes den 3 juli 1909 respektive den 12 april 1910. Under första världskriget bistod de de tyska kryssarna SMS Goeben och  SMS Breslau under deras framgångsrika utbrytning genom Messinasundet. Efter krigsslutet överlämnades fartygen till Italien. Radetzky och Zrínyi skrotades 1920-21 medan Erzherzog Franz Ferdinand skrotades först 1926.

## Utformning

### Skrov och pansar
Radetzky-klassens fartyg var 138, 8 meter långa, 24,6 meter breda och hade ett djupgående på 8,1 meter. Standarddeplacementet uppgicUtformningk till 14 741 ton och det maximala deplacementet till 16 099,8 ton.
Fartygens vitala delar skyddades av ett bältpansar med en tjocklek på 23 cm, som sträckte sig mellan de förliga och akterliga barbetterna. Ett 5,4 cm tjockt torpedskott löpte längs skrovet och bildade ett andra lager pansar ifall huvudbältet skulle penetreras vid en träff.  För ytterligare skydd var fartygen försedda med dubbelbottnar. Pansardäcket var 4,8 cm tjockt. Huvudartilleriets torn var kraftigt bepansrade. Sidorna och taken var 25 cm respektive 6 cm tjocka. Sekundärartilleriets torn hade ett svagare pansarskydd med tak och sidor skyddade av 5 respektive 20 cm pansarplåt. Pansarskyddet för kasematterna var 12 cm tjockt. Även Kommandotornen var välskyddade med tak och sidor täckta av 10 respektive 25 cm pansar.

### Maskineri
Maskineriet bestod av tolv Yarrow-ångpannor som genererade ånga till två fyrcylindriga trippelexpansionsmaskiner. Maskinerna var kopplade till varsin propeller via varsin axel. Den totala maskinstyrkan uppgick  till 19 800 indikerade hästkrafter (14 800 kW), vilket gav fartygen en toppfart på 20,5 knop och en räckvidd på 4 000 nautiska mil vid 10 knops fart. Klassen hade en total bunkringskapacitet på 1 370 ton kol.

### Bestyckning
Huvudartilleriet bestod av fyra 45-kalibriga 30,5 cm kanoner fördelade på två dubbeltorn. Pjäserna var tillverkade av Škodaverken i dagens Tjeckien och kunde avfyra en granat på 450 kilo med en utgångshastighet på 800 m/s. Kanonerna hade en skottvidd på 20 000 meter vid maximal elevation. Tornen led emellertid av otillräcklig ventilering. När ventileringen väl aktiverats räckte syret endast till 15 minuters eldgivning. Fartygen var försedda med ett kraftfullt sekundärartilleri, som utgjordes av åtta 24 cm kanoner i fyra dubbeltorn. Dessa var placerade midskepps med två torn på vardera långsida. Den övriga bestyckningen bestod av tjugo 10 cm kanoner L/50, uppställda i kasematter med tio pjäser på vardera sida av fartyget, två 66 mm L/18 landstigningskanoner, fyra 47 mm kanoner L/44 och en 47 mm L/33 snabbeldskanon. Fartygen var även utrustade med tre 45 cm torpedtuber med en i aktern och två i sidorna.

## Historia

### Förhistoria

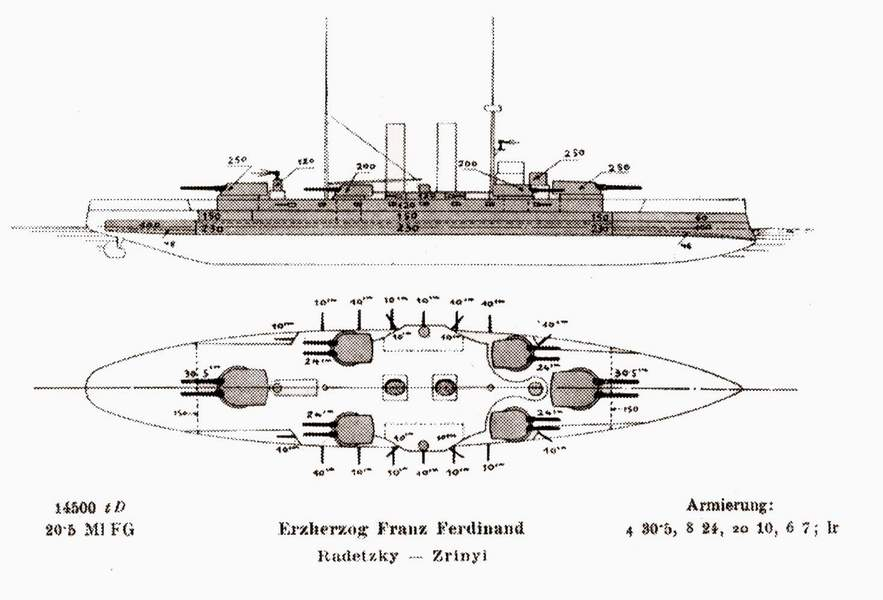
Ritning över Radetzky-klassen med kanonernas kalibrar och pansarets tjocklek markerade i millimeter och centimeter.

Redan två veckor efter att det sista fartygen i Erzherzog Karl-klassen, SMS Erzherzog Friedrich, hade sjösatts, beslöt den österrikisk-ungerska marinledningen att inleda planerandet av en ny slagskeppsklass. Vid slutet av juli 1905 lade befälhavaren för flottan, Rudolf Montecuccoli, fram en plan för ett framtida nybyggnadsprogram. När detta var genomfört var det tänkt att flottan skulle bestå av tolv slagskepp, fyra pansarkryssare, åtta spaningskryssare, arton jagare, 36 torpedbåtar och sex ubåtar. Den österrikiska marinen led emellertid av en brist på anslag. Trots att dessa hade ökats efter 1905 så fanns det fortfarande inte medel för byggandet av en ny slagskeppsklass.
I november 1906 vädjade Montecuccoli till de österrikiska och ungerska regeringarna om ökade anslag för byggandet av tre slagskepp med ett deplacement på 14 500 ton. Efter en tids diskussioner godkändes förslaget. Totalt fem förslag lades fram till den nya klassen. Det första förslaget hade en bestyckning på fyra 28 cm kanoner i två dubbeltorn, fyra 24 cm kanoner i enkeltorn, samt åtta 19 cm kanoner placerade i kasematter. Det andra förslaget behöll 28 och 24 cm pjäserna, men ändrade den övriga bestyckningen till tolv 10 cm kanoner. Det tredje förslaget representerade de nya dreadnought-slagskeppen och var utrustad med åtta 28 cm kanoner i fyra dubbeltorn, samt sexton 10 cm pjäser. Det fjärde förslaget var en variation av det tredje, fast med 28 cm kanonerna utbytta mot 30,5 cm pjäser.  Förslaget som slutligen antogs var försett med fyra 30,5 cm kanoner, fördelade på två dubbeltorn, åtta 19 cm kanoner och tolv 10 cm pjäser i kasematterna. Under byggandet av fartygen kom sekundärartilleriets kaliber emellertid att ökas från 19 till 24 cm.

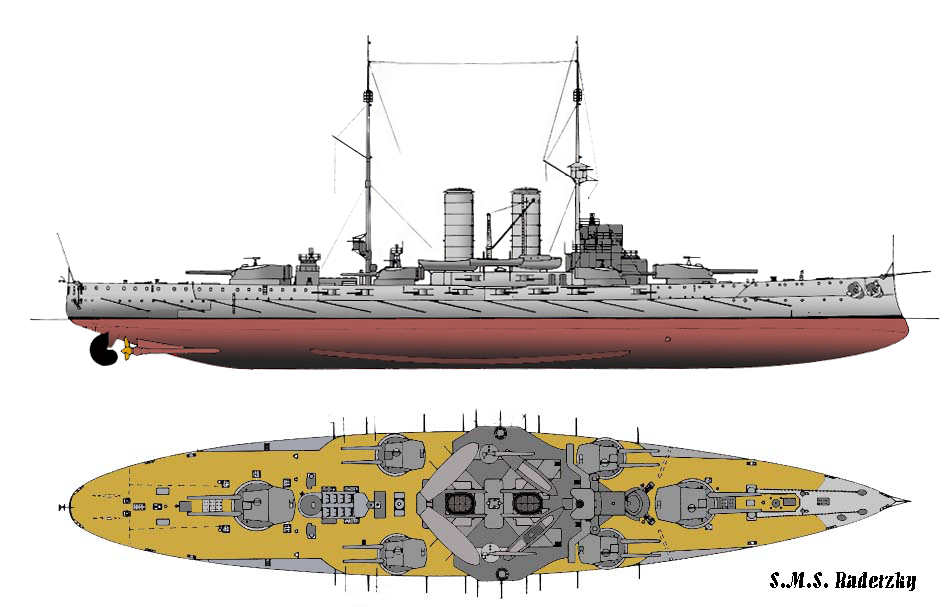
Färglagd ritning över Radetzky-klassen.

Chefen för konstruktionsstaben, Siegfried Popper, yrkade för att förse klassen med enbart grova kanoner. De österrikiska varvens begränsade byggnadskapacitet medförde emellertid de planerade  fartygens deplacement till 16 000 ton, vilket omöjliggjorde en tyngre bestyckning. Den resulterande konstruktionen var således utrustad med en kraftigare huvudbeväpning än fartyg av pre-dreadnought-typ, men hade svagare sekundärartilleri än fullvärdiga dreadnoughts. 

### Tjänstgöring
Kort efter färdigställandet grupperades samtliga av fartygen i den österrikiska 1:a stridseskaderns andra division. Under åren före krigsutbrottet deltog de i ett flertal övningar i Medelhavet. Radetzky representerade Österrike-Ungern i George V:s kröningsrevy vid Spithead 1911. 1913 deltog fartygen i den internationella sjöblockaden av den montenegrinska kusten under andra balkankriget.
Efter Italiens inträde i i första världskriget 1915 deltog fartygen i bombardemanget av mål på den italienska kusten. Liksom större delen av flottan kom de att dock att tillbringa större delen av kriget till ankars vid flottbasen Pola (nuvarande Pula). Då det stod klart att Österrike-Ungern skulle förlora kriget, planerade den österrikiska ledningen att överlämna större delen av sin flotta till det blivande Jugoslavien för att hindra den från att falla i italienarnas händer. Överlämnandet godkändes emellertid inte av Ententen och en stor del av fartygen, däribland Radetzky-klassen, överlämnades till Italien 1918. Radetzky och Zrínyi skrotades åren 1920-21 medan Erzherzog Franz Ferdinand höggs upp först 1926.

## Klassens fartyg
| Fartyg                        | Byggnadsvarv                            | Kölsträckt        | Tagen i tjänst   | Öde             | Bild |
| ----------------------------- | --------------------------------------- | ----------------- | ---------------- | --------------- | ---- |
| SMS Erzherzog Franz Ferdinand | Stabilimento Tecnico Triestino, Trieste | 12 september 1907 | 5 juni 1910      | Skrotad 1920-21 |      |
| SMS Radetzky                  | Stabilimento Tecnico Triestino, Trieste | 26 november 1907  | 15 januari 1911  | Skrotad 1920-21 |      |
| SMS Zrínyi                    | Stabilimento Tecnico Triestino, Trieste | 20 januari 1909   | 22 november 1911 | Skrotad 1926    |      |